# Tan Liangde
Tan Liangde, (14 de julho de 1965) foi um saltador ornamental chinês que competiu em provas de saltos ornamentais por seu país.
Tan é o detentor de três medalhas olímpicas, conquistadas em três edições diferentes. Na primeira, os Jogos de Los Angeles, em 1984, foi medalhista de prata no trampolim de 3 m. Quatro anos mais tarde, em Seoul, conquistou nova medalha de prata no trampolim. Nas Olimpíadas de Barcelona, disputadas aos 27, saiu-se, pela terceira vez consecutiva, o segundo colocado no aparelho.